# Annika Dahlman
Pour les articles homonymes, voir Dahlman.
Annika Elisabeth Dahlman (né le 24 janvier 1964 à Skövde) est une ancienne fondeuse suédoise.

## Palmarès

### Championnats du monde
- Championnats du monde de 1987 à Oberstdorf  Allemagne de l'Ouest:
  -  Médaille de bronze en relais 4 × 5 km